# Station Mullerhof
Station Mullerhof is een spoorwegstation in de Franse gemeente Muhlbach-sur-Bruche. Het station staat in het gehucht Mullerhof.